# Zmęczenie materiału
Zmęczenie materiału – zjawisko pękania materiału pod wpływem cyklicznie zmieniających się naprężeń.
Obciążenia zmęczeniowe  są obciążeniami zmiennymi w czasie, typowymi obciążeniami dla różnorodnych części i podzespołów maszyn. Odpowiadające im naprężenia nazywane są naprężeniami zmiennymi lub naprężeniami zmęczeniowymi.

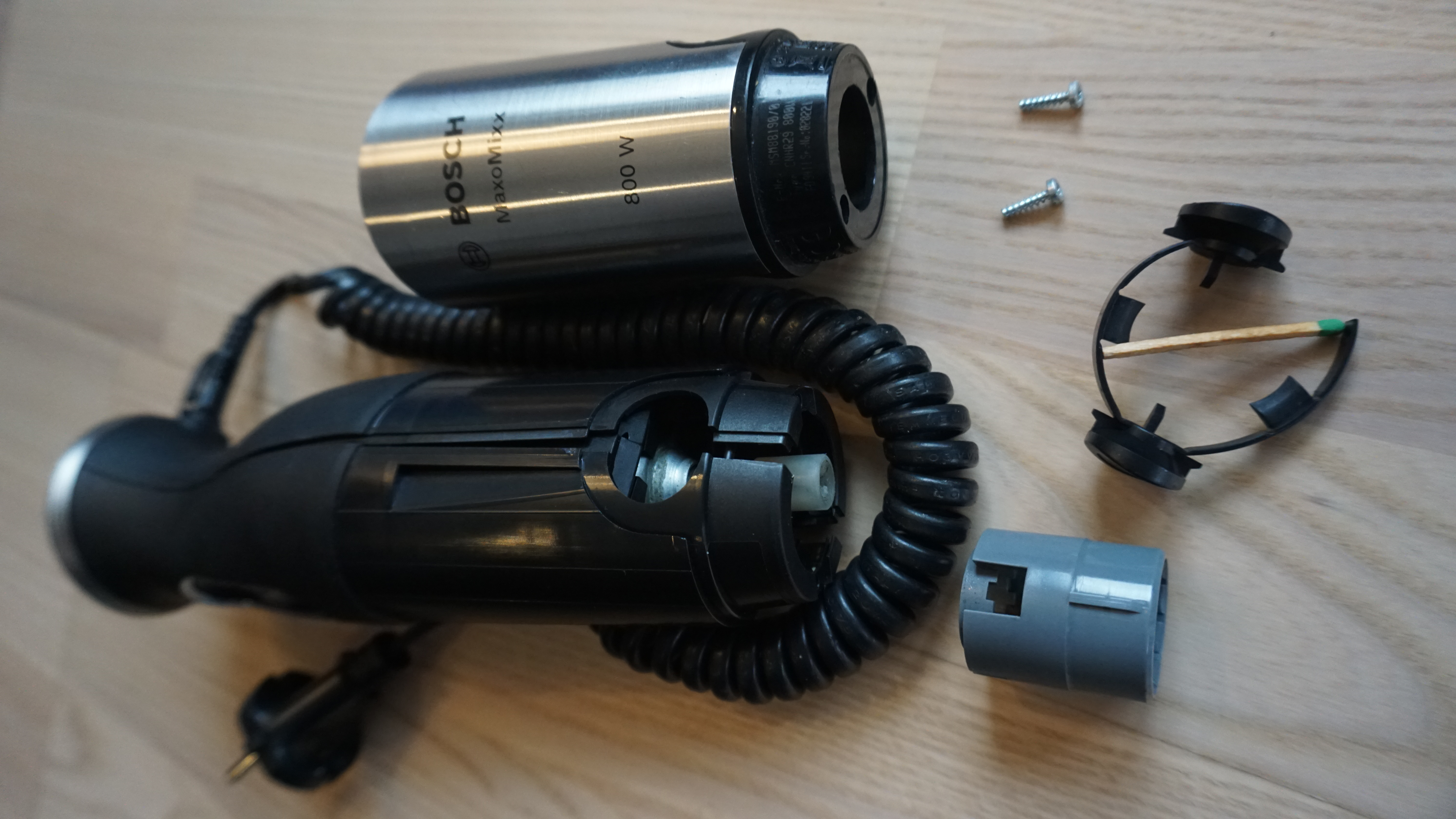
Planowane postarzanie produktu: plastikowy zatrzask (wskazany łebkiem zapałki) zaprojektowany tak, by po pewnej liczbie odkształceń łamał się, utrudniając użytkowanie blenderów Bosch

Przebieg obciążeń zmiennych w czasie jest określany jako widmo obciążenia. Może przebiegać nieregularnie, przypadkowo lub w sposób ustalony. Gdy segmenty obciążenia powtarzają się, co jest charakterystyczne dla obciążenia okresowo zmiennego, które nazywane jest obciążeniem cyklicznym. W ciągu jednego okresu zachodzi pełny cykl zmian obciążenia, a analogicznie do tego pełny cykl zmian naprężenia. Szczególnym przypadkiem obciążenia okresowo zmiennego jest obciążenie sinusoidalnie zmienne. Obciążenie to zostało przyjęte za podstawę wyznaczania właściwości zmęczeniowych materiałów i elementów konstrukcji.
Cykl naprężeń sinusoidalnie zmiennych jest opisany przez parametry: naprężenie maksymalne cyklu {\displaystyle \sigma _{max},} naprężenie minimalne cyklu {\displaystyle \sigma _{min},} okres zmian {\displaystyle T} lub jego odwrotność: częstotliwość zmian {\displaystyle f.}
Wytrzymałość zmęczeniowa to graniczna amplituda naprężeń, poniżej której materiał nie ulega zniszczeniu
(przy danej liczbie cykli – liczba cykli to wynik pojedynczego badania zmęczeniowego)
Naukę o zmęczeniu materiału można podzielić ze względu na podejście na:
- Metody bazujące na naprężeniach (wysokocyklowa wytrzymałość zmęczeniowa)
- Metody bazujące na odkształceniach (niskocyklowa wytrzymałość zmęczeniowa)
- Metody bazujące na energii odkształcenia
- Metody bazujące na współczynniku intensywności naprężeń (mechanika pękania)